# Lieven Vandersypen
Lieven Vandersypen (Leuven, 19 september 1972) is een Belgisch ingenieur, Antoni Van Leeuwenhoek-hoogleraar in de Quantum-nanowetenschappen aan de Technische Universiteit Delft en wetenschappelijk directeur van QuTech. Hij is expert met betrekking tot kwantumcomputers. Hij werd bekend als een van de eerste die verschillende quantum-algoritmen uitwerkte waarbij gebruik werd gemaakt van de spins van atoomkernen in een molecuul als quantumbits.

## Biografie
Vandersypen studeerde een master of science in Mechanical Engineering aan de KU Leuven en een master of Science in Electrical Engineering aan de Stanford-universiteit alwaar hij ook doctoreerde. 
Sinds 2003 is hij docent aan de TU Delft waar hij in 2006 promoveerde tot hoofddocent en in 2007 tot Antoni Van Leeuwenhoek-hoogleraar. 
In 2014 was hij medeoprichter van het QuTech onderzoekscentrum. In 2017 werd hij codirecteur van het Kavli Institute of Nanoscience te Delft.

## Eerbewijzen
- Vandersypen kreeg in 2021 de NWO-Spinozapremie toegekend.